# DR H 02 1001
Bei der H 02 1001 handelte es sich um eine Hochdruck-Dampflokomotive, die 1925 von Stephan Löffler vorgeschlagen und letztlich 1929/1930 gebaut wurde. Die Lokomotive wurde nach unbefriedigend verlaufenden Versuchen 1934 durch die Deutsche Reichsbahn (DR) an den Hersteller BMAG zurückgegeben und 1945 verschrottet.

## Geschichte
An der TH Berlin-Charlottenburg entwickelte Professor Stephan Löffler (1877–1929) einen 120-atü-Hochdruckkessel. Die BMAG erwarb die Rechte an seinem Patent zur Verwendung bei Dampflokomotiven. Man erhoffte sich durch das Hochdrucksystem Kohleersparnisse von 42 %. Die fertiggestellte Lokomotive erhielt die Fabriknummer 8831.
Die gerade fertiggestellte Lok wurde bei der Weltkonferenz in Berlin 1930 einem Fachpublikum vorgestellt. Bei einer Versuchsfahrt durch das Lokomotiv-Versuchsamt Grunewald platzte ein Überhitzrohr, ohne dass dabei größerer Schaden entstand. Als problematisch erwiesen sich die undichten Kolbenringe und Stopfbuchsen der Hochdruckzylinder. Während der Versuchsfahrten kam es häufig zu Störungen, so dass die Lokomotive wiederholt abgeschleppt werden musste. Die Kohleersparnisse lagen nur bei 20 Prozent gegenüber der Regellokomotive – Löffler hatte mit seiner Konstruktion 40 Prozent anvisiert. Die Lokomotive gilt als konstruktiver Misserfolg.
Ab 1931 wurden kleine Windleitbleche an die Lokomotive angebracht.
Die DR nahm die Lokomotive H 02 1001 nicht ab. Die Versuche wurden 1934 abgebrochen und die Lok an die Herstellerfirma zurückgegeben. Bis zum Sommer 1945 stand sie auf dem Betriebsgelände Wildau der BMAG, noch im selben Jahr wurde sie verschrottet.

## Konstruktive Merkmale
Die Lokomotive arbeitete nach dem Löffler-Verfahren mit einem Dampfdruck von 120 bar. Wie bereits bei der H 17 206 bestand die Feuerbüchse aus parallelgeschalteten Rohrelementen. Über ein verwickeltes System von Rohrleitungen wurde der Hochdruckdampf nach dreimaliger Überhitzung bis auf 500 °C den beiden äußeren Hochdruckzylindern zugeführt. Dabei wurde auf dem Wege des Wärmeaustausches Niederdruckdampf mit 13 bis 14 bar Druck und einer Überhitzung auf 300 °C gewonnen, der nach Arbeitsleistung im inneren Niederdruckzylinder unmittelbar ins Freie trat. Dampfumwälzpumpen besorgten den Dampfkreislauf. Bei Brennstoffersparnissen von 20 Prozent gegenüber der Baureihe 01 machte die komplizierte Anlage die Maschine jedoch für den praktischen Betrieb untauglich.